# ダンバイン (架空の兵器)
ダンバイン（Dunbine）は、アニメ『聖戦士ダンバイン』に登場する架空の兵器。オーラバトラーの一種。物語前半における主役ロボットでありアニメ全話に登場する。
なお、本項ではそのバリエーションについても併せて記述する。

## 機体解説
アの国のショット・ウェポンが開発設計した試作型オーラバトラー。実際に細部の開発設計をしたのはゼット・ライトであるが（物語中の本人談より）、表向きはショット・ウェポンがダンバインの開発設計をした、ということになっている。
このダンバインはバイストン・ウェルで最初に完成した「ゲド」発展型のオーラバトラーである。地上界からアの国に召喚された３人の地上人（ショウ・ザマ、トッド・ギネス、トカマク・ロブスキー）の為に、3機のダンバインが生産された。
この時期、ショット・ウェポンは搭乗者のオーラ力によってオーラバトラーの機体性能が大きく変化することに注目し、敢えて膨大なオーラ力を必要とする実験機として、この「ダンバイン」を設計・開発した。したがって、ダンバインは高いオーラ力を持つ地上人でなければ操縦することは困難であった。
また、ダンバインには問題点があり、そのオーラ力の適正範囲が狭いこと、搭乗者のオーラ力によってダンバインの性能が左右されすぎること（並大抵のオーラ力ではドラムロ以下の性能しか発揮できない）、機体の装甲、パーツに使用していた恐獣キマイ・ラグの個体数が乱獲により減少したこと、があげられる。
その後、「オーラ増幅器」を搭載した新型オーラバトラー「ビランビー」の登場により、それ以降、ダンバインが開発生産されることはなかった。なおビランビーの初戦闘でバーン・バニングスはダンバインを「旧式機」呼ばわりしていた。
ダンバインの搭乗者として新たに呼び込まれた3人の地上人には、ショウ・ザマに「ライトパープル色のダンバイン」、トッド・ギネスに「ネイビーブルー色のダンバイン」、トカマク・ロブスキーに「ダークグリーン色のダンバイン」がそれぞれの専用機として与えられた。そして、3人のオーラバトラーの飛行訓練が始まるのであるが、その際、ドレイク・ルフトに敵対するギブン家のニー・ギブンらの襲撃に遭い、マーベル・フローズンのダーナ・オシーによって、まずトカマクのダンバインが撃墜される。続いて、トッドのダンバインもマーベルの攻撃を受けて、オーラコンバーターの左側を破壊されて墜落し、その後、森の中で放棄される（後にトッドは、ショットに再度の生産を希望したが聞き入れてもらえなかった）。残ったのはショウ・ザマのダンバインだけであり、その後、このダンバインはドレイク・ルフトから逃亡するショウ・ザマと共にギブン家側に渡り、続々と送り込まれたドレイク軍の新型オーラ・バトラーと互角以上に戦い、多くの戦果を上げていく。
第14話でビランビーを用いながらも、叩きのめされたバーン・バニングスは『ダンバインはガラクタだったハズだ！ただの試作品だったハズだ！』と、負け犬の台詞を吐露する。
このダンバインが多大な戦果をもたらした最大の要因は、前述の通り搭乗者のオーラ力に対する反応が格段に良く、高いオーラ力を持ったショウ・ザマやマーベルが機体性能を十分に引き出したためである。なお、森の中に放棄されたトッドの「ネイビーブルーのダンバイン」は後にギブン家にひそかに回収されて、ショウのダンバインの予備パーツとして使われている。
物語中盤では、オーラ・コンバーターを改良型のものに換装し、ダンバインのさらなる運動性能の向上が図られている。ショウが「ビルバイン」に乗り換えてからは、マーベルがダンバインに搭乗することになったが、それまでの戦いでショウが十分に本機を使い込んでいたことにより、マーベルにとって初めて乗る機体でありながら操縦しやすいものになっていた（劇中のマーベルの台詞より）。
バイストン・ウェルから地上界に浮上した後も、ダンバインは反ドレイク陣営の主力としてゼラーナと共に各地を転戦した。物語終盤の最終決戦にて、マーベルの乗るダンバインが、スプリガン（ショット・ウェポン搭乗）をショウ・ザマのビルバインと共に攻撃する際、敵方のブブリィ（ミュージィ・ポー搭乗）が盾となり、その攻撃でダンバインは大ダメージを受け、コックピットにいたマーベルも負傷する。次の瞬間、黒騎士（バーン・バニングス）の駆るガラバの強襲を受け、ダンバインはさらなる大ダメージを被る。そして、操縦不能になったダンバインはマーベルとともにそのまま太平洋上に墜落し、爆発した。

### 武装
オーラ・ソード
騎士の持つ鋼鉄製の長剣をオーラ・バトラー用サイズに拡大したもの。オーラ・バトラーの開発当初は、この剣を鍛えるのに刀鍛冶10人で3日の工程を要したという。
オーラ・ショット
詳細はオーラ・ショットの項を参照。外装式で通常は左腕に1基だが、両腕にも装備可能。このオーラ・ショットが開発されたため、フレイ・ボムは搭載されていない。
ワイヤー付連装ショット・クロー
両前腕部に内蔵された射出式のワイヤー付き鉤爪。連装型で通常は射出して使用するが、格闘戦時には近接武器になる他、オーラ・ショットの引き金を引く撃発部位にもなっている（このため、オーラ・ショットを装備した腕のクローは本来の機能は使用不可となるが、第27話で行ったようにオーラ・ショットごと射出することは可能）。
支援機
もともと本機はアの国で開発されたオーラ・バトラーであるため、本来は長距離移動支援用のウィング・キャリバーとしてバラウが存在するが、劇中ではバラウに搭載された描写はない。また、ゼラーナ隊に投降したショウ機は、ギブン家が独自に開発したフォウの支援を受けている。

### 備考
デザインは宮武一貴が担当しており、監督の富野由悠季の指示で、数え切れないほどのリテイクがなされている。意匠としては、昆虫（カブトムシ）の外観から導き出された自然なフォルムとのことである。原動画作画用の設定図はキャラクターデザインを担当していた湖川友謙が宮武のデザインを基に描き起こしたもので、両眼のまつ毛状のモールドや太腿の気孔が省かれるなど若干の差異がある。
撃墜されたトカマク機の行方については諸説存在する。リの国に回収されて「改良型ダンバイン」の研究材料として使われたという説、トカマクは生存しており、破損した機体にゾニミカ（漫画オリジナルのオーラ・バトラー）のパーツを移植して使われていたという説、かろうじて生き延びたトカマクがTVシリーズの後の世界で再び現れた聖戦士に譲り渡したという説があるが、いずれもゲーム・漫画作品内における独自の設定であり、アニメ本編に沿った公式のものではない。
機体名称になっている「ダンバイン」とは「ルフト家の守護者」という意味であるらしい。
アニメ企画時の名称は「サーバイン」であり、作品タイトルもそのまま「聖戦士サーバイン」であった。
プラモデルHGシリーズでは、3機の頭部形状がそれぞれ異なっており、各機の性能も微妙に調整されている。
2021年、ねとらぼ調査隊が、2021年11月16日から11月23日まで「聖戦士ダンバインTV版オーラバトラーで好きなのはどれ？」というテーマでアンケートを実施したところ、ダンバインは「オーラバトラー人気ランキング」で第3位を獲得した。

## 改良型ダンバイン
ゲーム『聖戦士ダンバイン 聖戦士伝説』に登場するリの国で開発された試作型オーラ・バトラー。
回収したトカマク・ロブスキー用のダンバインを参考に作製された4機目のダンバインである。バイストン・ウェルに生息する恐獣の中では比較的強度の低いキマイ・ラグの甲殻を基本素材に使用していたダンバインは装甲の耐久度に問題があったため、その点を重点的に強化しているが、それに伴う機動性の低下を避けるためオーラ・コンバーターも新型のものになっている。

## ブラウニー
バンダイ発行の模型雑誌『B-CLUB』に連載された『AURA FHANTASM』に登場するアの国で開発された試作型オーラ・バトラー。
ダンバイン直系の発展型であり、ビランビーのベースとなった機体である。後にビランビーの発展型であるブラウニーIIにもその名称が受け継がれている。

## サーバイン
バンダイ発行の模型雑誌『B-CLUB』に連載された『AURA FHANTASM』に登場する、アの国で開発された試作型オーラ・バトラー。OVA『New Story of Aura Battler DUNBINE』における主役ロボットでもある。
ショット・ウェポンがゲドの発展型として開発したオーラ・バトラーで、ダンバインのプロトタイプともいえる機体であるが、その性能はダンバインを圧倒的に凌駕する。しかし、非常に大きなオーラ力を必要とした上に、核爆発を防ぐほどの強大な力を秘めていたため、危険と判断したショットはこの機体を封印していた。その後700年間、バランバラン（アの国）の民に「白き秘宝」として伝えられていた。
『聖戦士ダンバイン 聖戦士伝説』では、出力がオーラ・バトル・シップを上回っている。
コクピットは、他のオーラバトラーとは異なりパイロットが騎士の鎧を着込む様なシステムで、パイロットは直立姿勢で操縦する。武装はオーラ・ソードのみで、腕部にショット・クローらしき装備がなされているが、作中では使用されておらず、使用できるかどうかは不明。
劇中での活躍
コモンであるシオン・ザバは、ミ・フェラリオとして修行していたシルキー・マウに導かれ聖戦士として覚醒し、サーバインの封印を解いた。そして黒騎士ラバーンの操るズワウスと戦った。
備考
メカニックデザインは出渕裕が担当。『AURA FHANTASM』とOVA『聖戦士ダンバイン』では若干ながらデザインが変更されている。前述したとおり、サーバインとは元々テレビアニメ『聖戦士ダンバイン』の企画時のタイトルおよび主役機の名称であった。そのため、ダンバインに酷似した意匠を持っている。
ゲーム『スーパーロボット大戦シリーズ』や『聖戦士ダンバイン 聖戦士伝説』では、主に隠し機体として登場する。

## カットグラII
小説『オーラバトラー戦記』に登場するアの国で開発された試作型オーラ・バトラー。小説5 - 11巻に登場する。劇中では単にカットグラと呼ばれることが多い。アニメ『聖戦士ダンバイン』ではダンバインに相当する。
ギィ・グッガ率いるガロウ・ラン達の戦いが終了してから3年後に開発された機体である。基本的には元のカットグラIにオーラ・バッテリーを搭載し、羽を4枚に増やすなどの小改修を施しただけの機体に過ぎないが、城毅（ジョク）の感覚では全く違う機体になったという。
ジョクが母艦ミィゼナーと共にアの国を脱出し、ミの国に身を寄せた際の乗機であり、後に多くのパーツをカットグラIIIに受け渡してからも予備機としてミィゼナーに搭載されていた。
アの国とミの国との戦闘において、バーン・バニングスのガベットゲンガー、ガラリア・ニャムヒーのカットグラと共振してオーラ・ロードが開いてしまい、東京上空へ飛ばされてしまう。
東京で自衛隊・在日米軍との戦闘中に再度オーラ・ロードが開いたが、ガラリアは戦闘中の負傷によりオーラ・ロード内で死亡。ジョクはワーラー・カーレーンにてジャコバ・アオンより聖戦士の剣を受け取り、コモン界へ帰還した。